# Sonia Robertson
Sonia Robertson (* 2. Juni 1947 in Burnham Market, Norfolk, Vereinigtes Königreich als Sonia Chick) ist eine ehemalige simbabwische Hockeyspielerin.
Aufgrund des Boykotts vieler Nationen bei den Olympischen Sommerspielen 1980 in Moskau gab es keinen afrikanischen Vertreter beim Hockeyturnier der Damen. Eine Woche vor Beginn stellte Simbabwe eine Mannschaft zusammen, der auch Sonia Robertson und ihre Zwillingsschwester Alexandra Chick angehörten. Zur Überraschung aller wurde die Mannschaft Olympiasieger.
Ihr Ehemann Ian Robertson war ein südafrikanischer Rugbyspieler.